# Euridice (Peri)
L'Euridice è un melodramma messo in musica da Jacopo Peri nel 1600 su libretto di Ottavio Rinuccini.

## Storia
Occasione della composizione furono le nozze di Maria de' Medici, figlia del granduca di Toscana Francesco I de' Medici, con Enrico IV di Francia, celebrate nel Duomo di Firenze il 5 ottobre 1600. Il melodramma musicato da Peri fu rappresentato per la prima volta a Palazzo Pitti il giorno successivo (6 ottobre 1600), data che si assume convenzionalmente come data di nascita del melodramma, pur non rappresentando la prima rappresentazione in senso assoluto di un'opera in musica in quanto qualche anno prima era stata rappresentata una Dafne musicata dallo stesso Peri su testo dello stesso Rinuccini.

## Struttura
L'Euridice del Rinuccini è un unico lungo testo in versi settenari ed endecasillabi, alternati liberamente, senza divisione in atti e senza che possano essere identificate strutture formali simili alle arie.

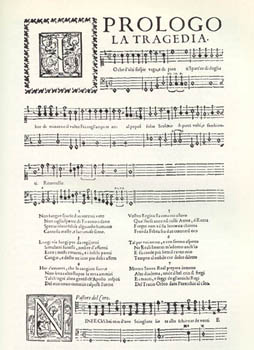
Euridice di Jacopo Peri: Prologo

Dopo un prologo, cantato dalla  personificazione della "Tragedia", la scena si apre su di un ambiente pastorale dove si celebrano le nozze di Orfeo con Euridice con i pastori che intonano il coro a 5 voci "Al canto, al ballo"; questo coro, che presenta vari passaggi in imitazione testimonia come «la tradizione contrappuntistica sia presente anche nel primo esemplare del nuovo stile monodico».
Successivamente Orfeo saluta i luoghi che lo vedono sereno, un brano giudicato da Massimo Mila il primo esempio storicamente noto di "recitar cantando". Subito dopo, preceduti dal suono di un triflauto,  in un ambiente agreste, intervengono nell'ordine i pastori Tirsi e Dafne. Quest'ultima narra la vicenda di Euridice scomparsa dopo essere stata morsa da un serpente mentre era intenta a cogliere fiori. Segue il lamento di Orfeo "Non piango non sospiro" giudicato il vertice lirico e musicale dell'opera.
Nella scena successiva Orfeo, davanti alle porte dell'Averno, con l'intento di commuovere gli abitanti degli inferi, canta l'arioso "Funeste piagge". Dal punto di vista musicale si ha l'imitazione del pianto è realizzata con un contrattempo sull'esclamazione "Ohimè" e dall'inflessione armonica dalla dominante alla sensibile. Proserpina interverrà per piegare Plutone, ed Euridice viene resa ad Orfeo. La scena è chiusa da un doppio coro di ombre degli inferi che l'assenza della voce di soprano rende di timbro scuro.
Si ritorna alla scena iniziale: ninfe e pastori si rallegrano per il ricongiungimento di Orfeo ed Euridice con cori che si alternano a danze, in sintonia con l'occasione nuziale che ha dato origine alla festa.
Anche Giulio Caccini, il quale aveva contribuito all'Euridice del Peri con alcune arie (l'aria di Euridice, l'aria del pastore e il coro "Al canto, al ballo") si pose a musicare, nello stesso anno, lo stesso testo del Rinuccini.

## Ruoli
| Ruolo                                                      | Voce                           | Interprete della prima                                                     |
| ---------------------------------------------------------- | ------------------------------ | -------------------------------------------------------------------------- |
| La Tragedia                                                | soprano castrato               | "Giovannino del Signor Emilio" (de' Cavalieri), cioè Giovannino Boccherini |
| Euridice                                                   | soprano                        | Vittoria Archilei                                                          |
| Orfeo                                                      | tenore                         | Jacopo Peri                                                                |
| Arcetro, un pastore                                        | contralto castrato             | Antonio Brandi                                                             |
| Tirsi, un pastore                                          | tenore                         |                                                                            |
| Aminta, un pastore                                         | tenore                         | Francesco Rasi                                                             |
| Dafne, una messaggera                                      | soprano (voce bianca)          | Jacopo Giusti                                                              |
| Venere                                                     | soprano castrato (in travesti) | Fabio, "castrato del Signor Emilio"                                        |
| Plutone                                                    | basso                          | Melchior Palantrotti                                                       |
| Proserpina                                                 | soprano castrato (in travesti) | Fabio, "castrato del Signor Emilio"                                        |
| Radamanto                                                  | tenore                         | Piero Mon                                                                  |
| Caronte                                                    | basso                          |                                                                            |
| Choro di Ninfe e Pastori; Choro di ombre e Deità d'Inferno |                                |                                                                            |